# Шубані
Шубані (груз. შუბანი) — село в Грузії.
За даними перепису населення 2014 року в селі проживає 129 осіб.